# Har Jad'aja
Har Jad'aja (hebrejsky: הר ידעיה) je vrch o nadmořské výšce 292 metrů v severním Izraeli, v Dolní Galileji.
Leží cca 5 kilometrů severně od Nazaretu a cca 1 kilometr východně od mošavu Cipori. Má podobu nevýrazného pahorku, který je situován na severní okraj vysočiny Harej Nacrat. Na sever od něj s ním sousedí podobný vrch Har Hoš'aja a Har Kajil. Na východních svazích pahorku začíná lesní komplex Ja'ar Cipori.